# Emil Ottenwalter
Emil Ottenwalter (* 22. April 1902 in Nürnberg; † 13. September 1956 in Wien) war ein Schauspieler.

## Werdegang
Ottenwalter war 1920 bis 1923 in Nürnberg, 1924 bis 1939 in Berlin tätig und gehörte seit 1939 als Schauspieler dem Wiener Volkstheater an und war dort auch als Inspizient tätig.